# سونا قوکاسیان
سونا قوکاسیان (ارمنی: Սոնա Ղուկասյան؛ انگلیسی: Sona Ghukasyan؛ ۱۹۸۵) یک بدمینتون‌باز زن اهل ارمنستان است .  